# Outlines (Graffiti)

Dunkelblaue Outlines, orangerotes Fillin

Rot: gecuttete Outlines, grün: ungecuttete Outlines, der runde Charakter der Linien aus der Sprühdose ist zu sehen

Unter Outlines wird im Graffiti-Jargon die unmittelbare Umrandung bzw. Kontur der einzelnen Buchstaben bei einem Graffito (Piece) verstanden. Diese werden dem Bild in der Regel im letzten Arbeitsschritt, nach dem Ausfüllen (Fill-in) der Flächen, hinzugefügt.
In der Regel wird bei der Wahl der Outlinefarben darauf geachtet, einen besonders gut deckenden Sprühlack zu verwenden. Dies ist vor allem bei hellen Farbtönen problematisch. Bei den hunderten von Farbtönen, die auf dem Markt verfügbar sind, hängt die Deckkraft jedoch nicht allein davon ab, auch schwarzer Lack kann eine geringe Deckkraft besitzen. Die Wahl der richtigen Töne für die Outlines erfordert somit in der Regel eine gewisse Erfahrung.
In der Regel werden die Outlines mit Sprühfarben angefertigt. Die Strichdicke wird dabei durch die Wahl des Sprühkopfes (Cap) bestimmt. In der Regel finden hier Caps Verwendung, welche dünne Linien mit einer harten Kante ermöglichen (sogenannte Skinnys oder Skinnycaps). Eine Ausnahme stellen hierbei illegale Graffiti dar. Diese werden in der Regel unter Zeitdruck gefertigt, weshalb auf Sprühköpfe zurückgegriffen wird, die dickere Linien ermöglichen und in gleicher Zeit mehr Farbe freisetzen.
Neben der Möglichkeit, die Outlines mit Sprühfarbe anzufertigen, besteht auch die Möglichkeit, die Outlines, bzw. das ganze Graffiti aus Streichfarbe anzufertigen. Diese wird, überwiegend bei legalen Bildern, in der Regel zum Grundieren der Wand benutzt, bevor das eigentliche Bild mit Sprühfarben aufgetragen wird. In neuerer Zeit (bezogen auf die Entwicklung von Graffiti) werden vermehrt Bilder gemalt, die vollständig (Fill-in und Outlines) mit Streichfarbe angefertigt werden. Die Outlines werden hierbei mit einer Farbrolle oder einem größeren Pinsel auf die Wand aufgetragen und sind, im Vergleich mit den gesprühten, deutlich dicker und in der Regel auch unsauberer.

## Cutten
Unter Cutten wird im Zusammenhang mit den Outlines eine Korrektur an den Kanten der Linien verstanden. Dabei wird die Outline mit der angrenzenden Farbe teilweise übersprüht um spitze Kanten zu erreichen. Notwendig ist dies, da die Linien an den Enden rund sind, entsprechend dem Strahl, der aus der Sprühdose kommt.
Die Technik des Cuttens kann auch angewendet werden, um besonders dünne Linien zu erzeugen, welche mit den üblichen Caps nicht zu realisieren sind.
Alternativ könnten diese scharfkantigen oder dünnen Linien auch durch das Abkleben mit Klebeband erreicht werden. Dies würde aber wegen der Vielzahl der Linien einen erheblich höheren Zeitaufwand bedeuten. Hinzu kommt, dass diese Technik in Graffitikreisen nicht hoch angesehen ist. Anerkennung gilt dabei jenen Künstlern, die saubere Outlines ziehen können, ohne auf derartige Hilfsmittel zurückgreifen zu müssen.

## Weitere Verwendungen des Begriffs

Pinke Second Outlines

Doppelte Second Outline

### Second-Outline(s)
Neben den Outlines gibt es die Second-Outline (kurz Second), die das gesamte Bild, also den ganzen Schriftzug, umrahmt. Optional kann diese deutlich dicker als die eigentlichen Outlines gezogen werden oder aber auch mehrere Seconds um einen Schriftzug. Letzteres wird häufig mit einer hellen Farbe direkt um die Buchstaben herum und einem folgenden dunkleren Farbton gleicher Farbe angewendet. Die Intention ist hierbei, ein Leuchten um das gesamte Bild zu erzeugen.

### First Outline(s)

Ausschnitt aus einem schwarz-weiß Outliner

Als First Outlines werden außerdem die Linien bezeichnet, mit denen das Bild auf der Wand zunächst vorgezogen wird. Dies ist in der Regel der erste Arbeitsschritt, wenn man von dem Grundieren der Wand einmal absieht.
Der Begriff „Outlines“ bezeichnet nicht ausschließlich die finale Umrandung der Buchstaben bei einem Wandbild, sondern kann auch für die zugrundeliegende Skizze verwendet werden, da diese oftmals nur aus Linien bestehen.
Als Outliner wird ein Bild bezeichnet, das nur aus den Outlines, quasi den First Outlines, besteht. Hierbei ist es nicht von Belang, ob sich das Bild auf einer Wand oder dem Papier befindet. Die Verwendung der Bezeichnung „Outlines“ bzw. „Outliner“ ist hierbei eher Geschmacksache als ein fest definierter Begriff.

### Typografie
Der Begriff Outline bezeichnet ebenfalls Druckschriften, deren Einzelbuchstaben nur durch die Kontur wiedergegeben werden.